# I Gialli di Vicolo Voltaire
I Gialli di Vicolo Voltaire è una serie di romanzi scritti da Pierdomenico Baccalario e da Alessandro Gatti e pubblicati dalla casa editrice Piemme, illustrati da EffeEffeStudios ed inseriti nella collana Il battello a vapore.
Si tratta di sette romanzi brevi di genere giallo, specificatamente ideati per ragazzi.

## Caratteristiche dell'opera
I sette romanzi che compongono la saga sono stati pubblicati tra il 2009 e il 2011 e sono dedicati prevalentemente al pubblico più piccolo. Tutto inizia quando i fratelli Annette e Fabrice Gaillard, rispettivamente di tredici e dodici anni, si appassionano alle indagini. I vicini di appartamento dei due fratelli amano anche loro i misteri e sono grandi appassionati di King Ellerton, investigatore protagonista di una serie di libri gialli. Quando il figlio della signora Barduchon, antiquario, decide di fondare un club di investigatori, la cui sede è l'appartamento del primo piano appartenuto a Gustave Darbon, celebre detective, recluta anche Annette e Fabò e da lì iniziano le indagini del club dei detective.

### Ambientazione
I romanzi sono ambientati principalmente in Vicolo Voltaire, nome da cui prende il libro, un quartiere di Parigi. Vengono riprese le atmosfere di personaggi e detective come quelli del Commissario Maigret, Sherlock Holmes fino ad arrivare alle letture della scrittrice inglese Enid Blyton, ma con l'inserimento delle nuove tecnologie.

## Personaggi principali
- Annette Gaillard: ha 13 anni, è la sorella maggiore di Fabrice (detto Fabò) e la figlia di Valentine e del commissario Gaillard. Ha una grande passione per i misteri, ed è un membro del club di detective di vicolo Voltaire. Ha i capelli neri a lunghezza spalle e occhi grigi; ha molto intuito.
- Fabrice "Fabò" Gaillard: è il fratello minore di Annette, figlio di Valentine e del commissario Gaillard. Condivide la passione della sorella, ed è anche lui un membro del club. Ha i capelli biondi e gli occhi verdi: è specializzato nell'azione, ma anche nella riflessione.
- Lalou Kaborè: sedicenne, amico di Annette e Fabò e come loro amante dei gialli. Viene dal Mali ed è un mago dell'informatica. È uno dei primi ad essere stato avvisato dell'esistenza del club, del quale fa parte.
- Louis Janvier: il più famoso avvocato di Parigi, da poco andato in pensione. È appassionato lettore di King Ellerton, come quasi tutti gli inquilini del numero 11 di vicolo Voltaire. Anche lui fa parte del club di detective.
- Il figlio della signora Barduchon: antiquario, è il fondatore del club. Ama i libri di King Ellerton.
- La signora Barduchon: è la madre del fondatore del club, del quale naturalmente anche lei fa parte. Cucina ottime torte e conosce i pettegolezzi di tutti nel quartiere. È specializzata nel raccogliere indizi ed informazioni, soprattutto al mercato.
- Victor Cormolles: è il postino che abita al terzo piano di vicolo Voltaire numero 11. Dal passato losco, fa anche lui parte del club di detective.
- Valentine Gaillard: è la madre di Annette e Fabò. Fa la giornalista, ed entrerà a far parte del club nel secondo libro, Non si uccide un grande mago.
- Jean-Paul Gaillard: è il padre di Annette e Fabò, ed è un poliziotto, precisamente commissario capo. Non sa dell'esistenza del club.
- Pasquiat: è l'imbranato assistente di Jean-Paul Gaillard. Ha una grande passione per i fumetti.

## La serie di romanzi

### Un bicchiere di veleno (2009)
Nello stesso periodo in cui Deloffre, un signore, è accusato di doppio omicidio, la contessa Blumier, con cui ha condiviso un viaggio assieme, è morta. Annette Gaillard e suo fratello Fabrice detto "Fabo" indagano sul caso, anche se all'inizio sembra che tra le due situazioni non ci sia nulla in comune.

### Non si uccide un grande mago (2009)
Offenbach, un famoso giocatore di prestigio è in fin di vita, dopo essere stato ferito durante un convegno di importanti illusionisti. Gli investigatori di vicolo Voltaire, insieme ad Annette e Fabrice Gaillard sono pronti a risolvere il mistero, iniziando dall'unica traccia ritrovata: un uomo visto sul posto del reato.

### Lo strano caso del ritratto fiammingo (2010)
I detective si raccolgono in una stanza dove ogni giovedì si incontrano. Sfogliando il taccuino Annette si ritrova uno strano caso: un quadro di poco valore è stato rubato, ma il sistema di allarme era molto sofisticato. Insomma è possibile che un ladro abbia fatto uno simile sforzo solo per prendere un quadro di poco valore? La vicenda si fa interessante quando scoprono che il rapitore del quadro è stato assassinato nella sua villa e scoprono che la cornice del quadro nasconde qualcosa di nascosto.

### Vacanza con delitto (2010)
Annette e Fabrice si trovano in vacanza in un Grand Hotel termale. La noia per i due ragazzini persiste sino al momento in cui, i due, esplorando l'albergo scoprono che uno scrittore di gialli, Pennec, è scomparso nei vapori rilassanti della sauna, caso su cui indagheranno.

### La baronessa nel baule (2010)
Un'anziana baronessa viene trovata morta in un baule, dentro la serra di casa sua. Victor Cormolles, membro del club di detectives amatoriali di Vicolo Voltaire, è l'unico sospettato. La sua unica speranza sono i suoi compagni detective che devono cercare di salvarlo dal carcere.

### Il mistero del quaderno cinese (2011)
Il figlio della signora Barduchon regala ad Annette il diario di una nobildonna francese, una volta appartenuto a Théophille Brocard, ora ucciso. Ma il diario contiene elementi che non concordano con l'epoca storica: in realtà contiene alcuni indizi che Brocard ha lasciato per identificare l'assassino, così i detective di Vicolo Voltaire decidono di indagare su questo nuovo mistero.

### Lo scheletro sotto il tetto (2011)
Annette e Fabo sono in una casa nelle vicinanze del fiume francese Loira per trascorrere le vacanze pasquali insieme alla famiglia e andando in soffitta scoprono un vecchio scheletro, decidendo di indagare insieme ai compagni. 